# 福田紀一
福田 紀一（ふくだ きいち、1930年2月11日 - 2015年7月14日）は、日本の小説家。元大阪工業大学教授。

## 経歴
大阪市生まれ。京都大学文学部（美学美術史専攻）卒業。高校教師をしながら文筆活動をする。同人誌『VIKING』に参加。1979年『おやじの国史とむすこの日本史』によりサントリー学芸賞（社会・風俗部門）受賞。1991年から97年、大阪工業大学教授。
在阪・同窓の小松左京らと親交が深い。小松の処女長編『日本アパッチ族』の主人公、木田福一は、福田の名前から取ったものである。作品は、自己の高校教諭（日本史・世界史）としての経験に依拠したものや、歴史に因んだものが多く、また、SF的な作品もある。
2015年7月14日、心不全により逝去。85歳没。

## 著書
- 『日本やたけた精神史』（文研出版）1968 のち旺文社文庫
- 『失われた都』（河出書房新社）1973
- 『オデュッセウス周遊券』（河出書房新社）1974
- 『霧に沈む戦艦未来の城』（河出書房新社）1975
- 『一寸法師の日本探検』上矢津絵（講談社）1976 児童文学創作シリーズ
  - 『こんにちは一寸法師』（講談社）青い鳥文庫
- 『ホヤわが心の朝』（新潮社）1976
- 『おやじの国史とむすこの日本史』（中公新書）1977 のち文庫
- 『日本さらりぃまん大研究 山上憶良から夏目漱石まで』（PHP研究所）1982
  - 『サラリーマン日本史』旺文社文庫
- 『神武軍、大阪へ上陸す』（福武書店）1990

## 参考
- 福田紀一とは - コトバンク